# Leon Birkholc
Leon Birkholc   (Tonin, 16 d'abril de 1904 - Kłodzko, 26 d'abril de 1968) fou un remer polonès que va competir durant la dècada de 1920.
El 1928 va prendre part en els Jocs Olímpics d'Amsterdam, on guanyà la medalla de bronze en la prova del quatre amb timoner del programa de rem. Formà equip amb Franciszek Bronikowski, Edmund Jankowski, Bernard Ormanowski i el timoner Bolesław Drewek.
En el seu palmarès també destaquen dues medalles de bronze al Campionat d'Europa de rem, el 1926 i 1929.